# Celastrus rosthornianus
Celastrus rosthornianus är en benvedsväxtart som beskrevs av Ludwig Eduard Theodor Loesener. Celastrus rosthornianus ingår i släktet Celastrus och familjen Celastraceae. Utöver nominatformen finns också underarten C. r. loeseneri.